# 麻布中學校及高等學校
麻布中学（日语：／，Azabu High School）是一所位於日本東京的私立男子完全中学。
其為日本最知名的“男子三中学”之一，以自由的校风、辈出的人才而著称。每年大量毕业生考入东大、早大、庆应等日本顶尖大学，是日本唯一一所自1954年以来考取东大的人数持续保持在前十名的学校。
创立时原名為「私立麻布尋常中学校」。1948年實施新学制，改為「私立麻布学園麻布中学校・高等学校」。

## 校风
校风为自由阔达、自主自立。学校无校规，只有学生自发制定的“麻布三禁”：
1. 禁止校内打麻将。
2. 禁止上课吃饭。
3. 禁止穿铁木屐走。

在这样的校风之下，大部分的校园生活都让学生自行思考。因此不但没有强制的校服，就连发型、首饰等都由学生自己决定，校园预算、选举、社团等由学生高度自治，文化祭等各项活动由学生自行主导。

## 友好/姊妹学校
- 國立臺灣師範大學附屬高級中學[2]
- 加拿大苏维尼根湖高中[3]
- 英国温切斯特公学[4]
- 韩国养正高中[3]
- 宁波职业技术学院[5]
- 河南省实验中学[3]

## 外部連結
- 麻布中学校・麻布高等学校 （页面存档备份，存于）

1. ↑  小林哲夫. . AERA dot. (アエラドット). 20181118T080000+0900  [2021-03-27]. （原始内容存档于2021-03-14） （日语）.
2. ↑  . www.azabu-jh.ed.jp.   [2021-03-27]. （原始内容存档于2021-08-16）.
3. 1 2 3  .   [2021-03-28]. （原始内容存档于2020-11-18） （日语）.
4. ↑  . www.azabu-jh.ed.jp.   [2021-03-27].
5. ↑  . www.azabu-jh.ed.jp.   [2021-03-27].